# Rob Steenhuis
Robert Marie Joseph Alphonse (Rob) Steenhuis (* 26. Oktober 1949 in Amsterdam; † 9. Februar 2018 in Rosmalen) war ein niederländischer Architekt. Er war vor allem für seine Entwürfe von Bahnhofsgebäuden bekannt.

## Leben
Von 1971 bis 1978 studierte Steenhuis Architektur an der Technischen Universität Delft. Nach Abschluss des Studiums arbeitete er kurzzeitig beim Architekturbüro Duintjer in Amsterdam, woraufhin er ab 1978 beim Architekturbüro Cor Kalfsbeek in Borger in der Provinz Drenthe tätig war. Ab 1982 war in der Ingenieursabteilung der Nederlandse Spoorwegen beschäftigt, die im Jahr 1995 als eigenständiges Tochterunternehmen ausgelagert wurde. Dort blieb er noch ein weiteres Jahr, bis er anschließend seine Arbeit bei Van Dijk Steenhuis Architecten in Gieten und ’s-Hertogenbosch aufnahm. Während seiner Zeit bei den Nederlandse Spoorwegen entstanden die meisten seiner Bauten. Ab 2000 war er Leiter des Bureau Spoorbouwmeester, eines unabhängig agierenden Organs der Nederlandse Spoorwegen und von ProRail. Unter ihm wurde das Spoorbeeld (deutsch „Eisenbahnbild“) eingerichtet. Ebenso entwickelte er die erste Version des Spoorbeeldgids (deutsch „Eisenbahnbild-Leitfaden“) und war hauptsächlich für die Beratung und Vorbereitung zuständig. In Zusammenarbeit mit dem ehemaligen Rijksbouwmeester, Jo Coenen, konzipierte er den Ansatz für die sogenannten Nieuwe Sleutelprojecten (deutsch „Neue Schlüsselprojekte“), die groß angelegte Entwicklungspläne für die Bahnhöfe Amsterdam Zuid, Arnhem Centraal, Breda, Den Haag Centraal, Rotterdam Centraal und Utrecht Centraal und die Anbindung an das europäische Hochgeschwindigkeitsnetz vorsahen. Im Jahr 2005 wurde er Direktor des Ateliers von Arcadis und bekleidete diese Position bis 2007. Bis zu seinem Tod leitete Steenhuis das Unternehmen SOTAstudio mit Sitz in Nijmegen. Steenhuis verstarb am 9. Februar 2018 in Rosmalen nahe ’s-Hertogenbosch. Er war Mitglied des Bundes Niederländischer Architekten.

## Bauwerke
Steenhuis entwarf die Gebäude folgender Bahnhöfe:
- 1985: Sliedrecht (Abriss 2012)
- 1986: Amsterdam De Vlugtlaan (Stilllegung 2000 und Abriss 2001)
- 1986: Amsterdam Lelylaan
- 1987: Helmond Brouwhuis
- 1988: Arnhem Velperpoort
- 1988: Assen (Abriss 2016)
- 1989: Hoogezand-Sappemeer
- 1989: Heerhugowaard
- 1992: Amsterdam RAI
- 1993: Diemen Zuid
- 1998: ’s-Hertogenbosch

Außerdem war er für den Umbau beziehungsweise die Restaurierung folgender Bahnhofsgebäude verantwortlich:
- 1997: Amsterdam Lelylaan
- 2000: Groningen

### Bilder

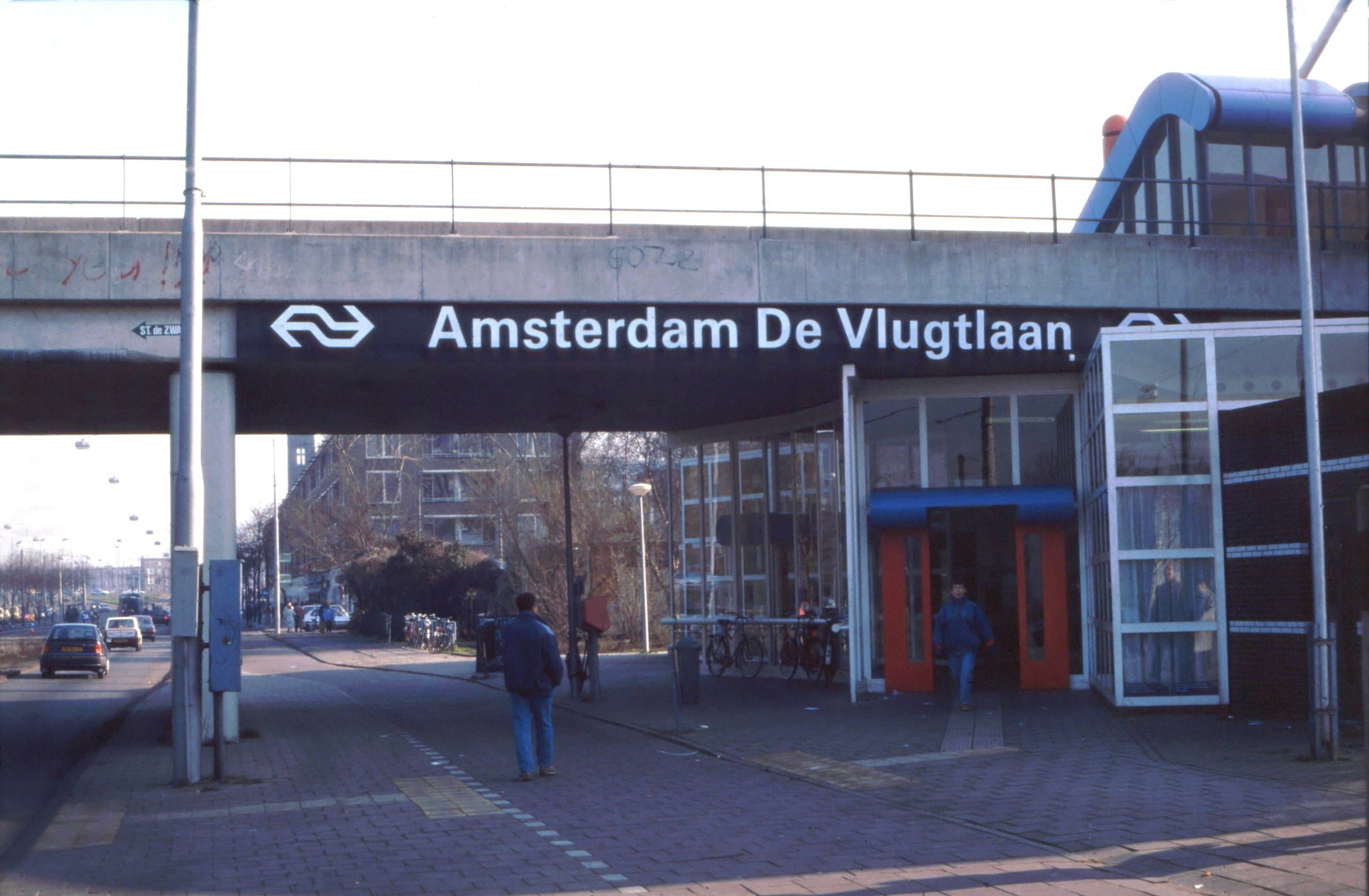
Bahnhof Amsterdam De Vlugtlaan (1989)
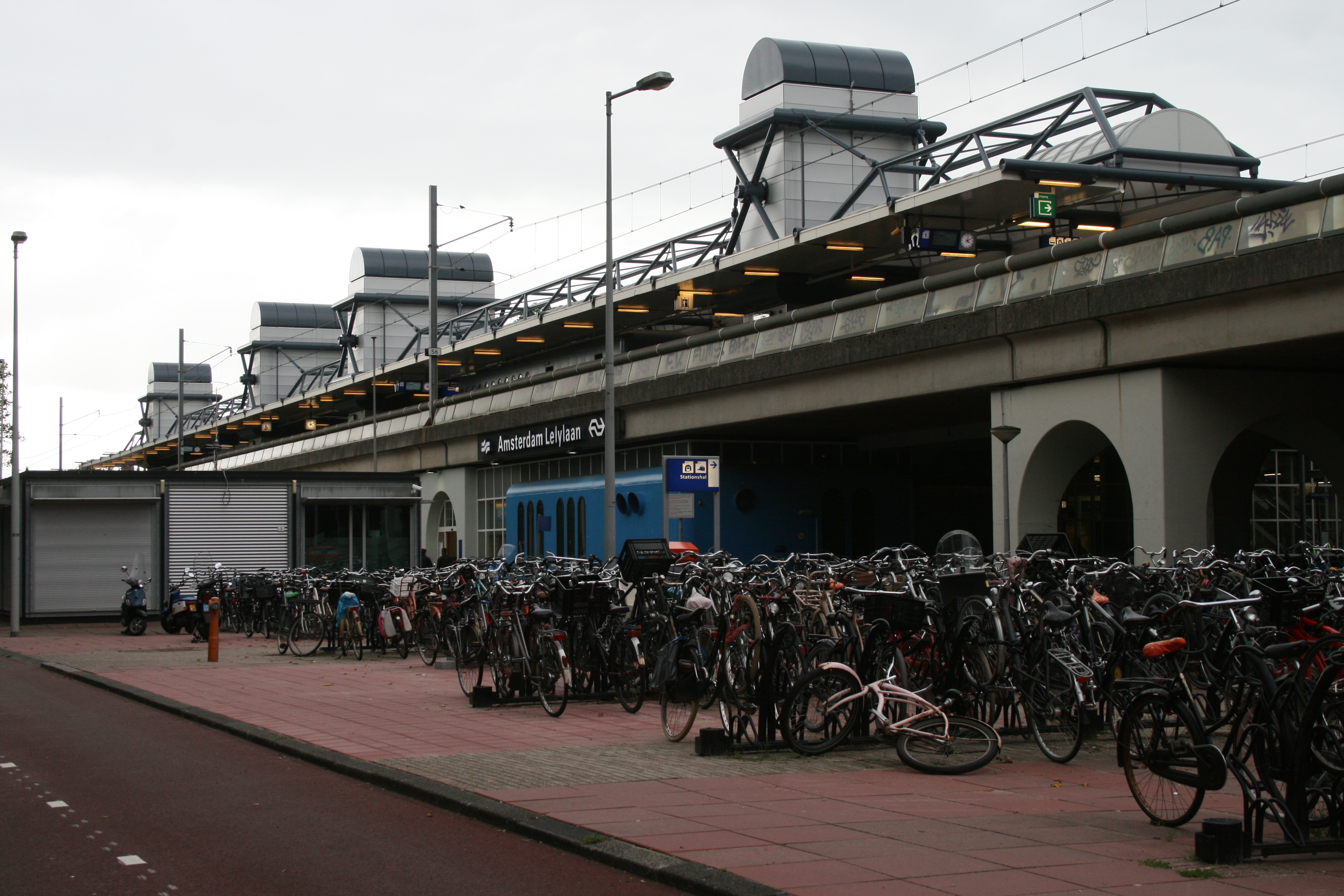
Bahnhof Amsterdam Lelylaan (2015)
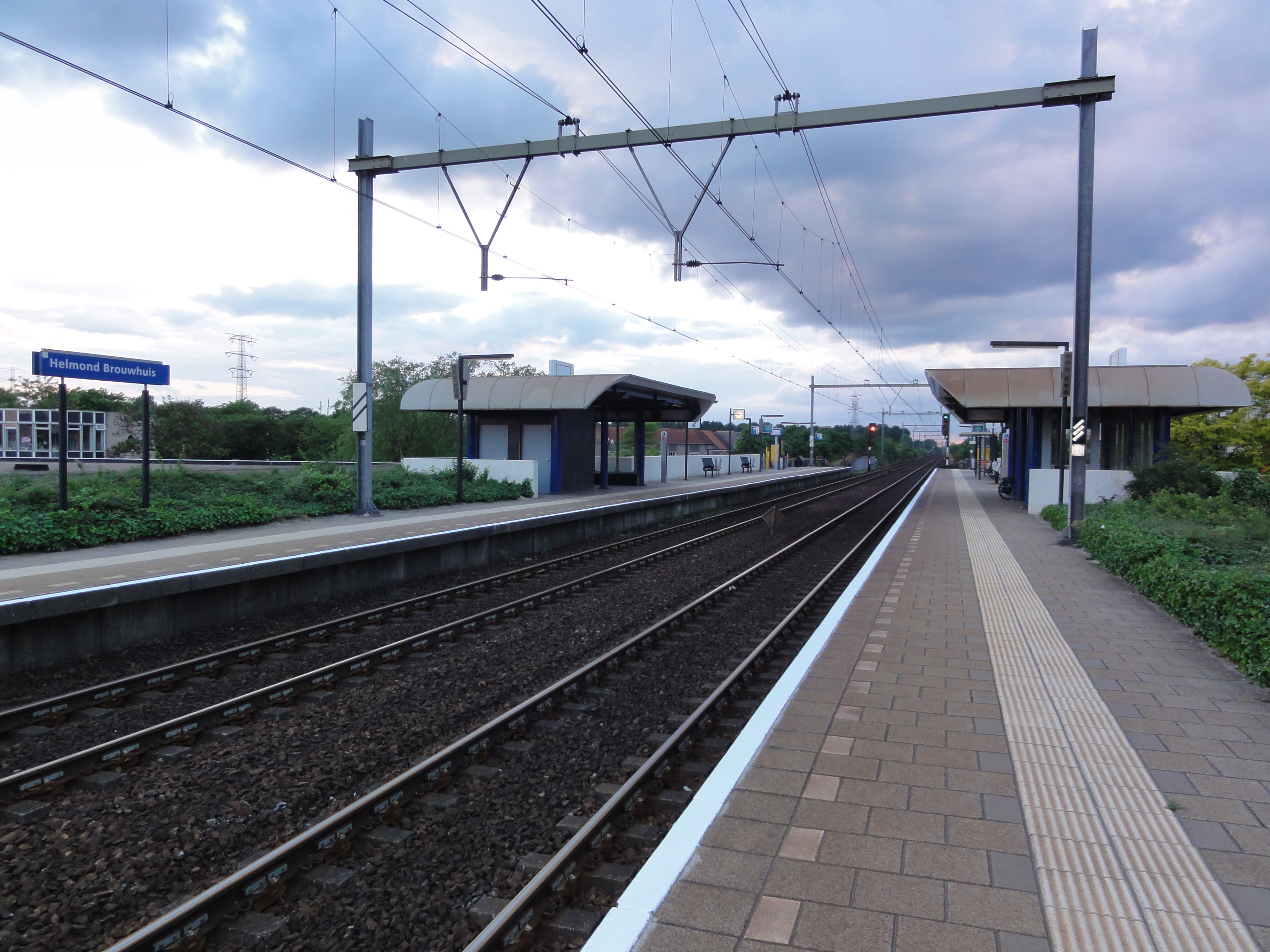
Bahnhof Helmond Brouwhuis (2011)
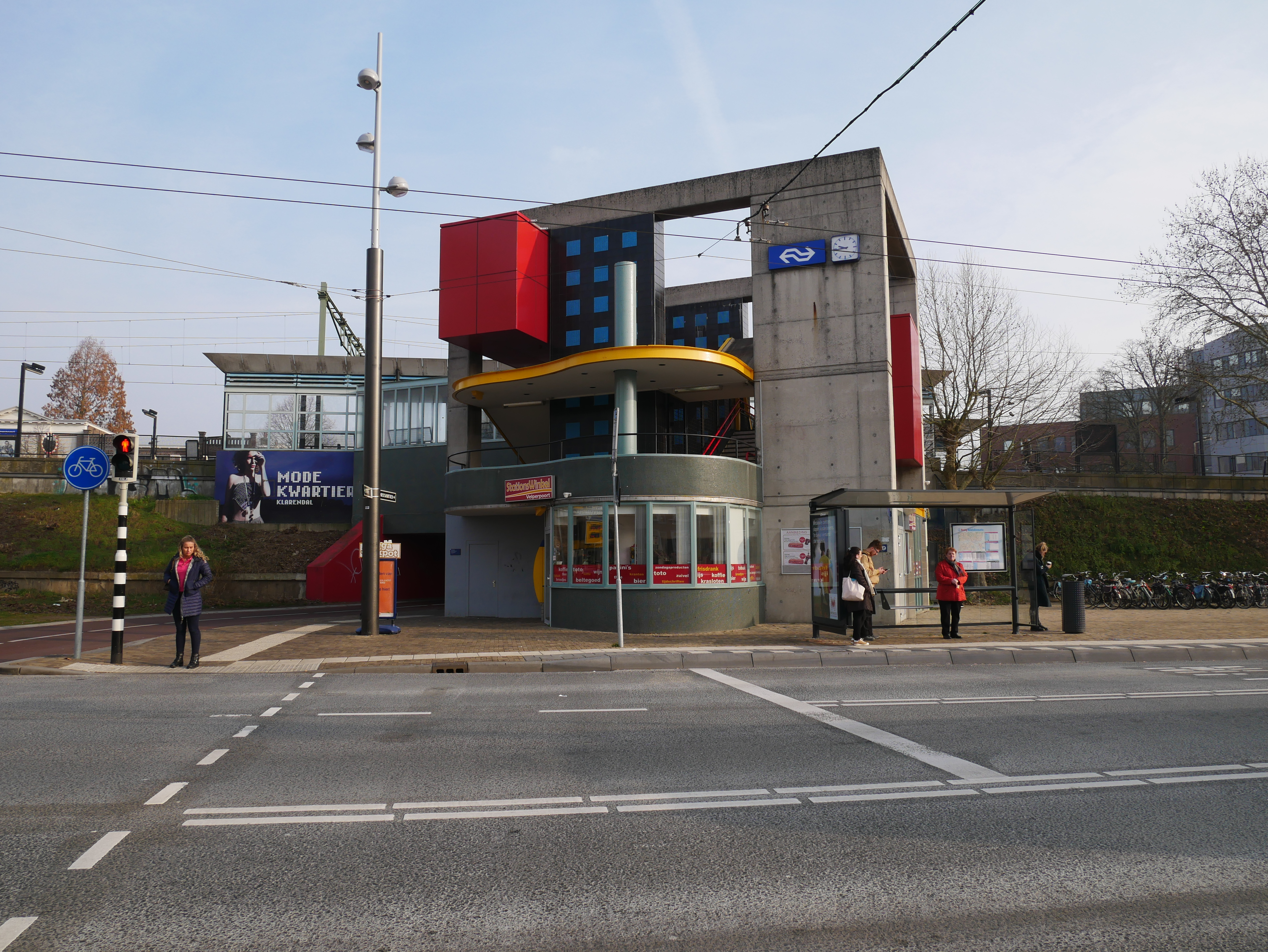
Bahnhof Arnhem Velperpoort (2019)
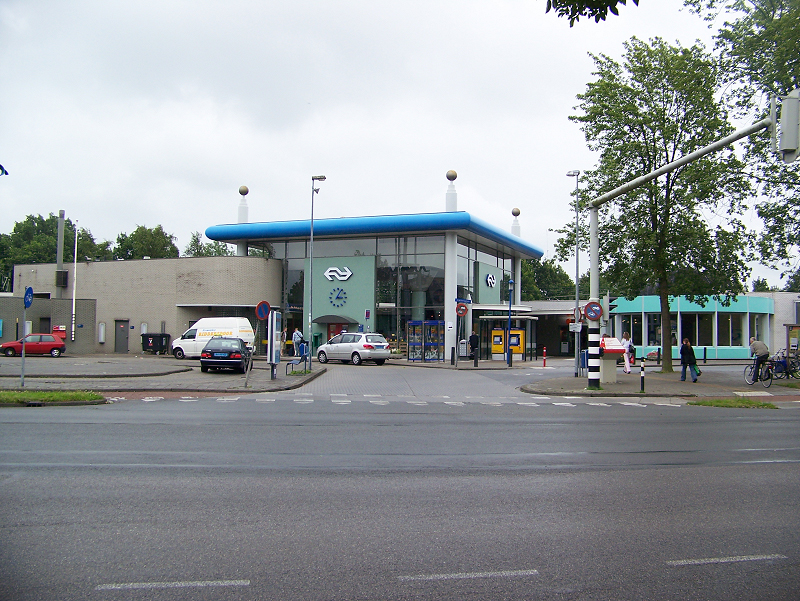
Bahnhof Assen (2007)
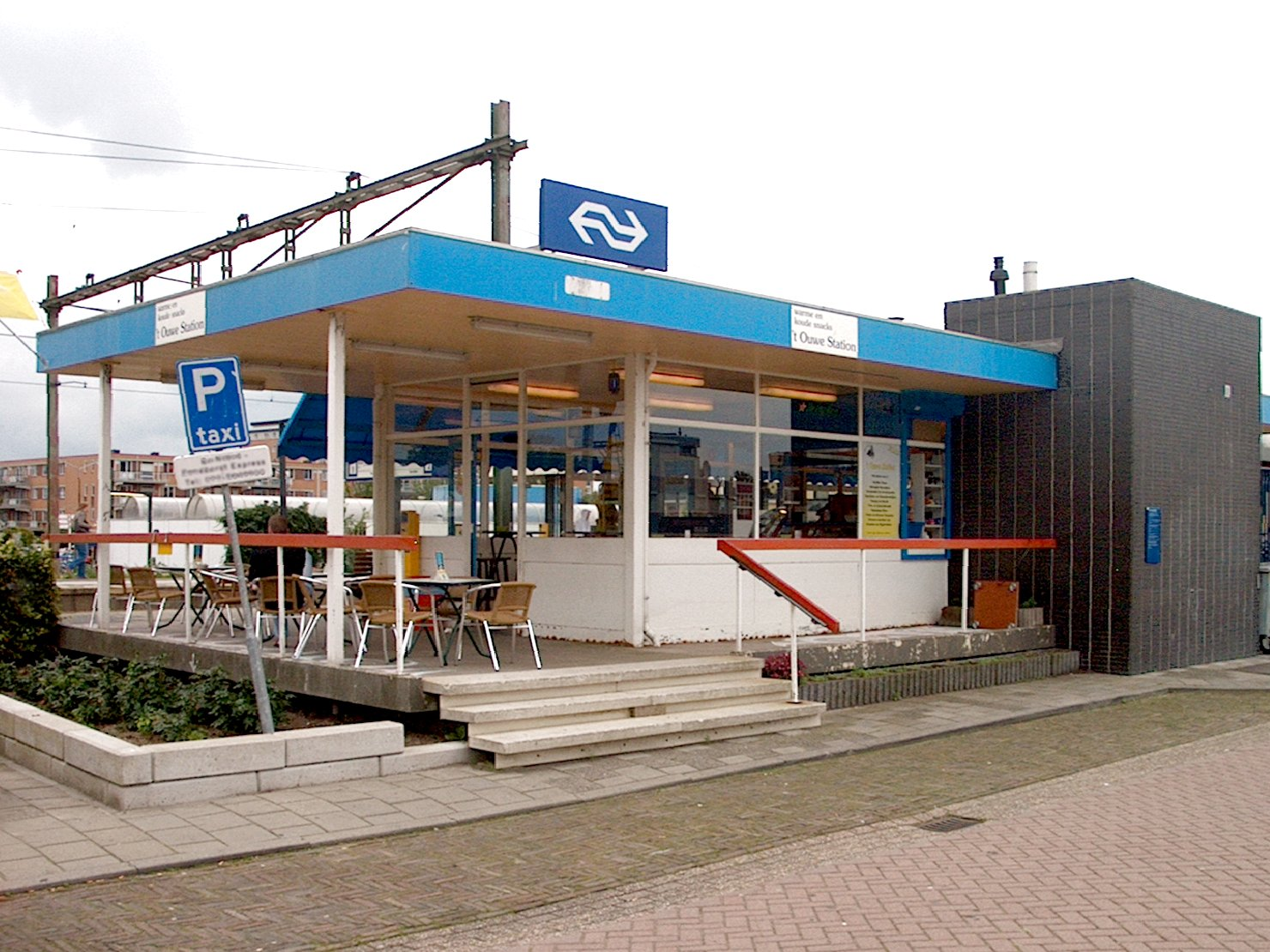
Bahnhof Heerhugowaard (2008)
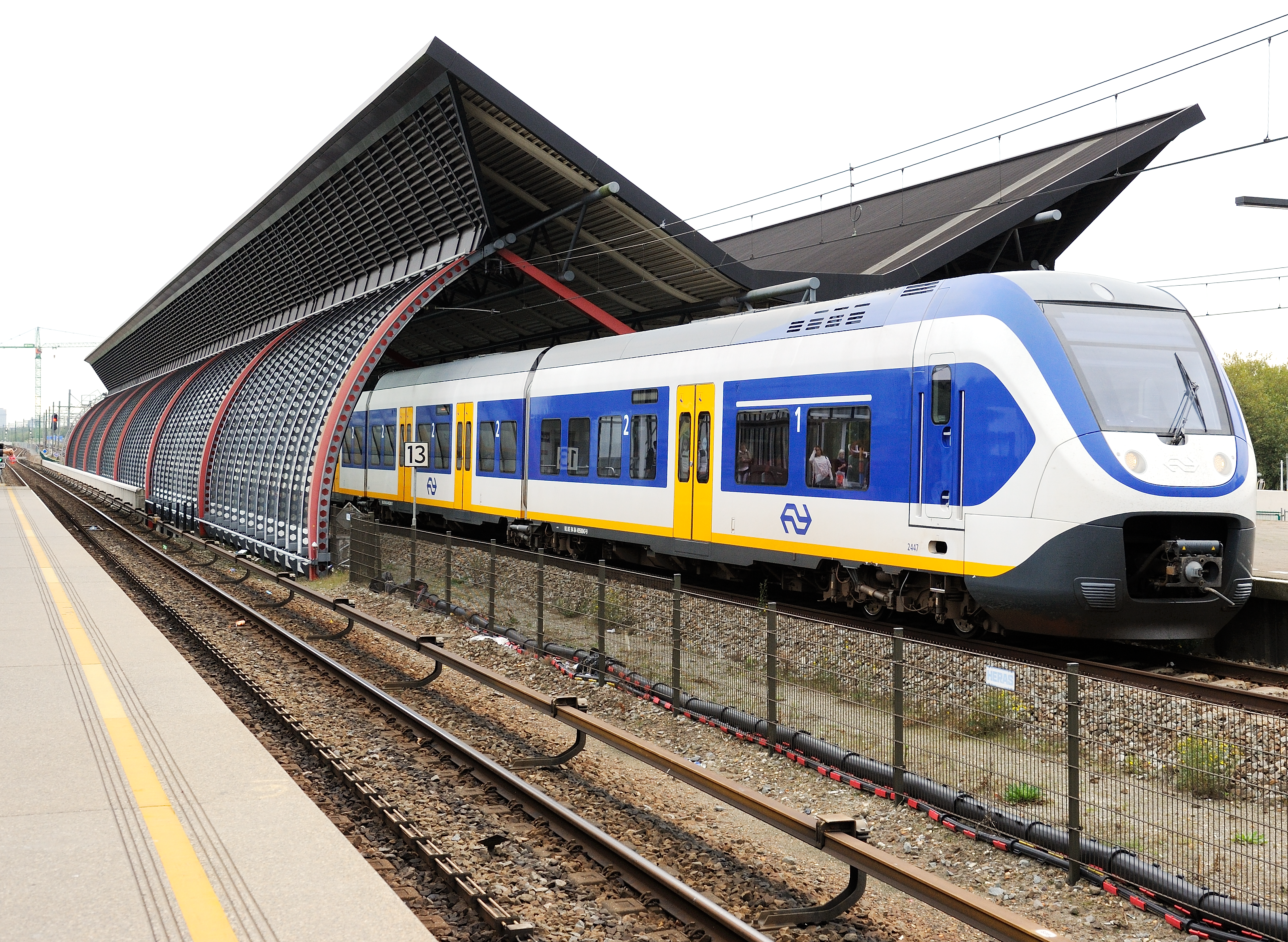
Bahnhof Amsterdam RAI (2014)
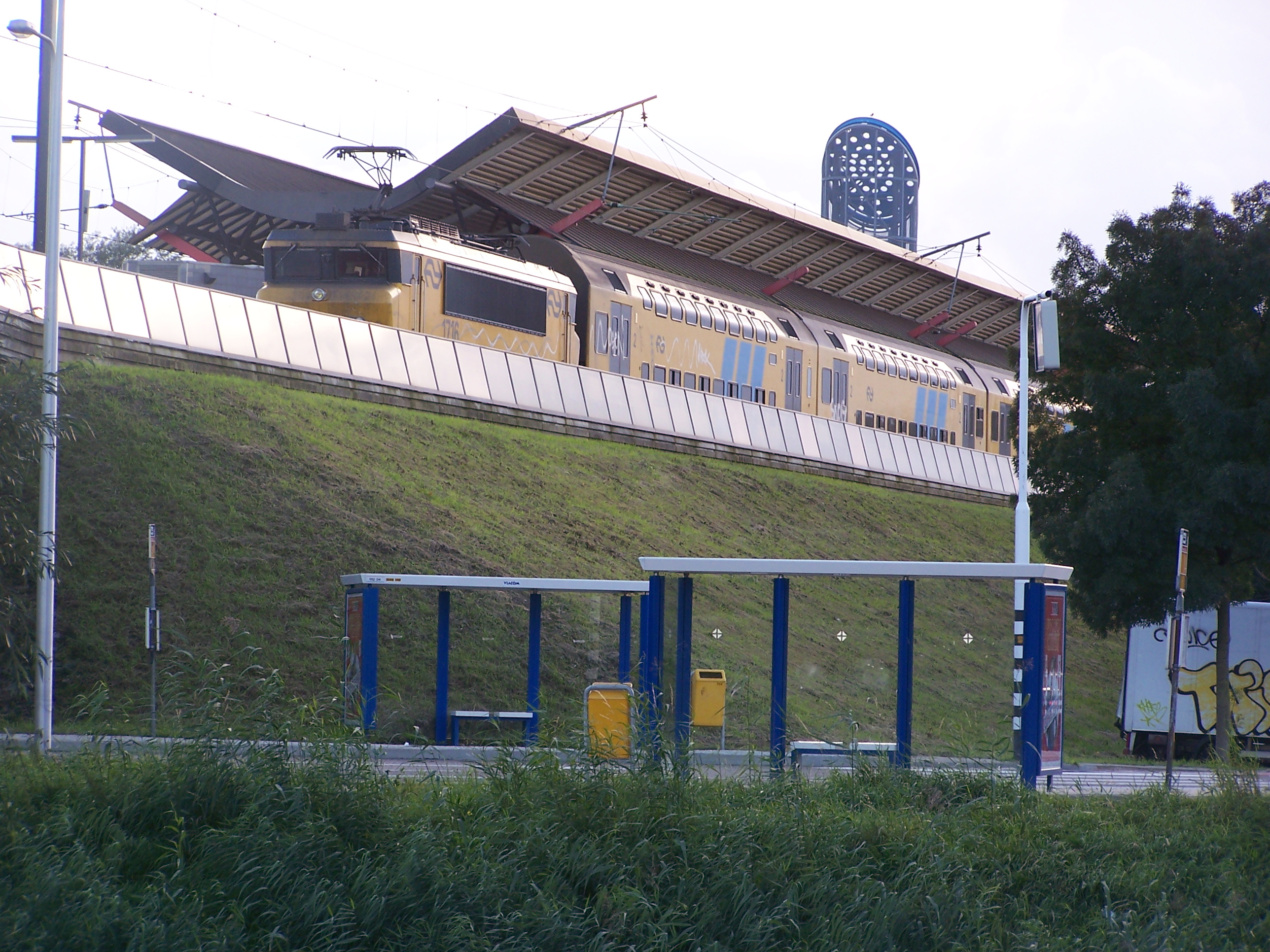
Bahnhof Diemen Zuid (2005)
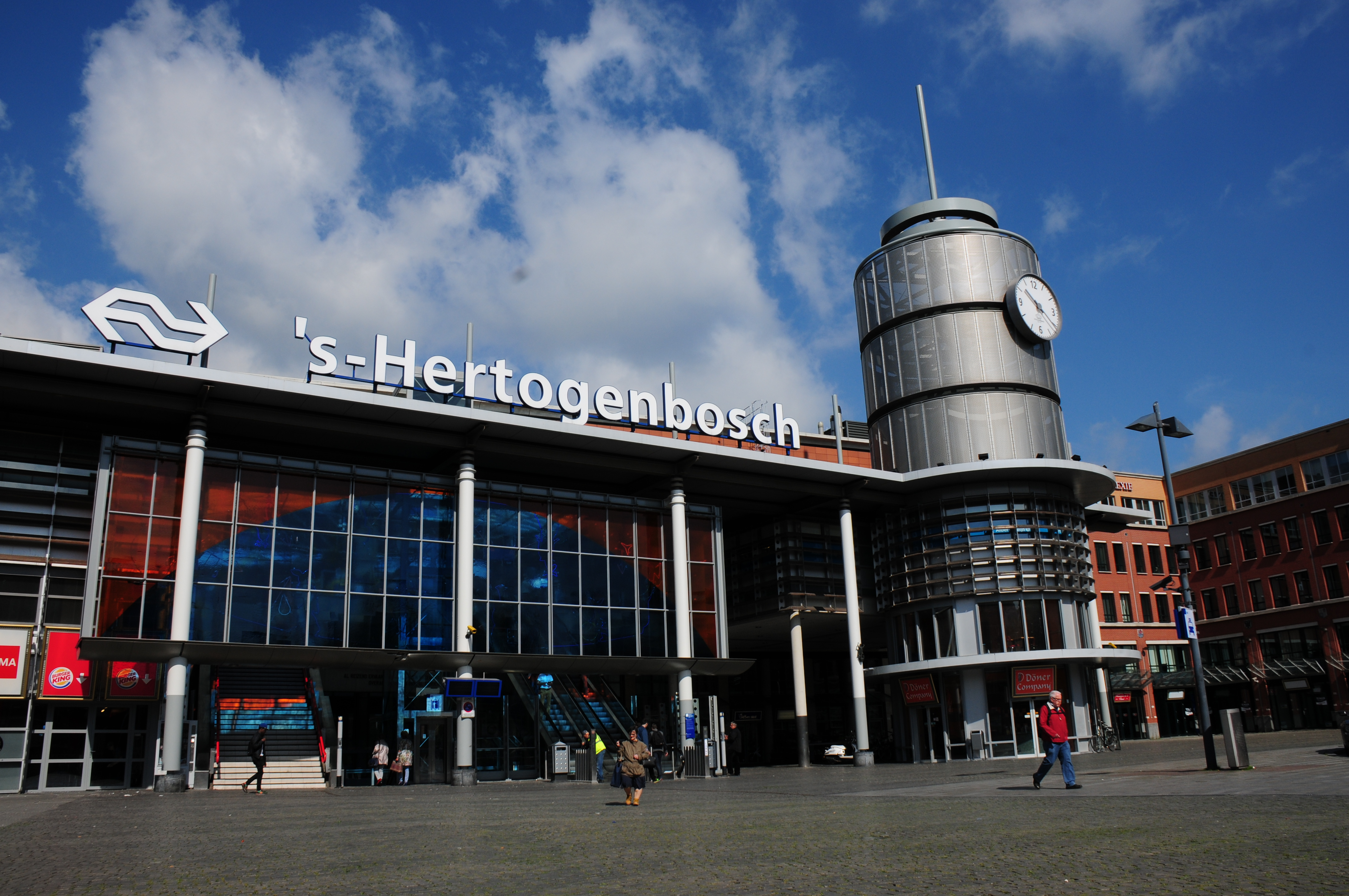
Bahnhof ’s-Hertogenbosch (2015)

## Auszeichnungen
Für folgende Projekte wurde Steenhuis für einen Preis nominiert oder ausgezeichnet:
- 1986: Nationale Staalprijs – Auszeichnung für RoRo-Schiff in Hoek van Holland
- 1987: Schildersprijs – Nominierung für Bahnhof Amsterdam Lelylaan
- 1989: Brunel Award – Auszeichnung für Bahnhof Arnhem Velperpoort
- 1991: Betonprijs – Nominierung für vierspurige Hubbrücke über die Gouwe
- 1992: Schildersprijs – Nominierung für Bahnhof Amsterdam RAI
- 1993: Sphinx Cultuurprijs – Auszeichnung für Gesamtwerk
- 1994: Brunel Award – Auszeichnung für Bahnhof Amsterdam RAI
- 2000: Architectuurprijs 2000 ’s-Hertogenbosch – Nominierung für Bahnhof ’s-Hertogenbosch
- 2000: Welstandsprijs Noord-Brabant – Nominierung für Arbeitsstätte Den Hartog Staalbouw in Aalburg
- 2001: Europa Nostra Award – Auszeichnung für Bahnhof Groningen
- 2007: Waterford Crystal – Auszeichnung für Bahnhof ’s-Hertogenbosch

### Belege
- Curriculum vitae Ir. R.M.J.A. Steenhuis. In: docplayer.nl (niederländisch).

### Einzelbelege
1. ↑  Rob Steenhuis. In: Spoorbeeld. Abgerufen am 25. März 2019 (niederländisch).
2. ↑  Stationsarchitect Rob Steenhuis overleden. In: Bastion Oranje. Paul Kriele, 3. März 2018, abgerufen am 25. März 2019 (niederländisch).